# 萩原博
萩原 博（はぎわら ひろし、1954年4月3日 - ）は、日本の実業家。株式会社千葉日報社代表取締役社長、同社会長などを歴任。

## 略歴
- 1954年-東京都出身
- 1978年-千葉大学人文学部法経学科経済学専攻卒業後、株式会社千葉日報社入社。同社政経部長、同社編集局次長などを歴任
- 2011年-同社取締役東京支社長
- 2012年-同社取締役営業担当
- 2013年-同社代表取締役社長就任
- 2018年-同社会長
- 2019年-同社顧問
  - 編集記者時代には連載ものを担当しており、成田空港問題に関しての取材も行っていた[4]。